# Wiedźmin (fa)
A Wiedźmin (magyarul varázsló, vaják), más néven Mieszko egy Lengyelországban található idős vénic-szil, amely fajának egyik legnagyobb példánya Európában.

## Leírása
A szilfa Komorów községben, egy Lubusi vajdaságban lévő apró lengyel faluban található. A fának rövid, széles törzse van, nagyméretű odúval a törzs alján. Kerülete 1,3 m-es magasságban 940 cm volt 2015-ben, míg magassága 19 m volt. A Wiedźmin fa korábban jelentősen magasabb volt, mintegy 35,5 m. Sajnos a korona egy része 2004-ben letört, amikor egy heves vihar pusztított a környéken. A fa kora a dendrokronológiai mérések szerint 2016-ban meghaladta a 460 évet. A fát 1971 óta hivatalosan is természeti értékként védik. A Wiedźmin fa körül kerítés is készült, hogy megvédje azt a turistáktól és a vandáloktól.
A fa neve, a „wiedźmin” Andrzej Sapkowski Vaják könyvsorozatából származik, ami a „wiedźma” (boszorkány) szó férfias formája. A nevet egy helyi közvélemény-kutatás során választották ki. A másik neve, a „Mieszko,” továbbra is gyakori a helyi erdészek körében, és I. Mieszkora utal, Lengyelország egyik első uralkodójára, aki a legenda szerint megpihent a fa tövében, ám ez nem valószínű.

## Fordítás
- Ez a szócikk részben vagy egészben  a   Wiedźmin (tree) című angol Wikipédia-szócikk ezen változatának fordításán alapul.  Az eredeti cikk szerkesztőit annak laptörténete sorolja fel. Ez a jelzés csupán a megfogalmazás eredetét és a szerzői jogokat jelzi, nem szolgál a cikkben szereplő információk forrásmegjelöléseként.

## Kapcsolódó szócikk
- Bartek (fa)